# Actinodaphne henryi
Actinodaphne henryi är en lagerväxtart som beskrevs av James Sykes Gamble. Actinodaphne henryi ingår i släktet Actinodaphne och familjen lagerväxter. Inga underarter finns listade i Catalogue of Life.